# Heraclia gruenbergi
Heraclia gruenbergi är en fjärilsart som beskrevs av Wichgraf 1911. Heraclia gruenbergi ingår i släktet Heraclia och familjen nattflyn. Inga underarter finns listade i Catalogue of Life.